# Lluís III d'Alemanya
Lluís III d'Alemanya, també anomenat Lluís el Jove (835 - 20 de gener de 882), va ser el segon fill del monarca carolingi Lluís el Germànic. El seu pare li deixà en herència el regne de Saxònia, que rebé el 876. També va heretar del seu germà gran Carloman el regne de Baviera a la mort d'aquest, el 880. Morí el 882 i tots els seus territoris passaren al tercer dels germans, Carles el Gras.
|  |                      |  |  |  |  |  |  |  |  |  |  |  |  |  |  |  |
|  | Pipí el Breu         |  |  |  |  |  |  |  |  |  |  |  |  |  |  |  |
|  |                      |  |  |  |  |  |  |  |  |  |  |  |  |  |  |  |
|  |                      |  |  |  |  |  |  |  |  |  |  |  |  |  |  |  |
|  | Carlemany            |  |  |  |  |  |  |  |  |  |  |  |  |  |  |  |
|  |                      |  |  |  |  |  |  |  |  |  |  |  |  |  |  |  |
|  |                      |  |  |  |  |  |  |  |  |  |  |  |  |  |  |  |
|  | Bertrada de Laon     |  |  |  |  |  |  |  |  |  |  |  |  |  |  |  |
|  |                      |  |  |  |  |  |  |  |  |  |  |  |  |  |  |  |
|  |                      |  |  |  |  |  |  |  |  |  |  |  |  |  |  |  |
|  | Lluís el Piadós      |  |  |  |  |  |  |  |  |  |  |  |  |  |  |  |
|  |                      |  |  |  |  |  |  |  |  |  |  |  |  |  |  |  |
|  |                      |  |  |  |  |  |  |  |  |  |  |  |  |  |  |  |
|  | Hildegarda           |  |  |  |  |  |  |  |  |  |  |  |  |  |  |  |
|  |                      |  |  |  |  |  |  |  |  |  |  |  |  |  |  |  |
|  |                      |  |  |  |  |  |  |  |  |  |  |  |  |  |  |  |
|  | Lluís el Germànic    |  |  |  |  |  |  |  |  |  |  |  |  |  |  |  |
|  |                      |  |  |  |  |  |  |  |  |  |  |  |  |  |  |  |
|  |                      |  |  |  |  |  |  |  |  |  |  |  |  |  |  |  |
|  | Ermengarda d'Hesbaye |  |  |  |  |  |  |  |  |  |  |  |  |  |  |  |
|  |                      |  |  |  |  |  |  |  |  |  |  |  |  |  |  |  |
|  |                      |  |  |  |  |  |  |  |  |  |  |  |  |  |  |  |
|  | Lluís el Jove        |  |  |  |  |  |  |  |  |  |  |  |  |  |  |  |
|  |                      |  |  |  |  |  |  |  |  |  |  |  |  |  |  |  |
|  |                      |  |  |  |  |  |  |  |  |  |  |  |  |  |  |  |
|  | Welf I               |  |  |  |  |  |  |  |  |  |  |  |  |  |  |  |
|  |                      |  |  |  |  |  |  |  |  |  |  |  |  |  |  |  |
|  |                      |  |  |  |  |  |  |  |  |  |  |  |  |  |  |  |
|  | Emma de Baviera      |  |  |  |  |  |  |  |  |  |  |  |  |  |  |  |
|  |                      |  |  |  |  |  |  |  |  |  |  |  |  |  |  |  |
|  |                      |  |  |  |  |  |  |  |  |  |  |  |  |  |  |  |
|  | Hedwig de Baviera    |  |  |  |  |  |  |  |  |  |  |  |  |  |  |  |
|  |                      |  |  |  |  |  |  |  |  |  |  |  |  |  |  |  |
|  |                      |  |  |  |  |  |  |  |  |  |  |  |  |  |  |  |

Nasqué el 835, fill de Lluís el Germànic i Emma d'Altdorf. Era el segon dels tres fills de Lluís el Germànic, que seguint el costum franc de dividir el regne entre els seus fills va cedir territoris del seu regne als seus fills perquè guanyessin experiència en el govern. El fill gran Carloman rebé Baviera, Lluís rebé Saxònia, i al tercer fill Carles el Gras li correspongué Alamània.
Pel seu intent fracassat d'assolir la corona d'Aquitània (854) vegeu: Pipí II d'Aquitània.
Durant la seva joventut Lluís, a vegades amb el suport de Carles, s'enfrontà algunes vegades contra el seu pare, però les revoltes no van anar a més i sempre es va reconciliar posteriorment amb el seu pare. A la mort de Lluís el Germànic el 876, el regne dels francs orientals es va separar finalment i els tres germans van heretar els seus corresponents regnes.
El seu oncle Carles el Calb va intentar aprofitar-se de la joventut de Lluís per annexionar-se les parts occidentals de la Lotaríngia, però tot i tenir un exèrcit notablement menys nombrós, Lluís va aconseguir derrotar-lo a la batalla d'Andernach.
A la mort de Lluís el Tartamut el 879 Lluís III de França i el seu germà Carloman II van repartir-se el territori del seu pare, i mentre Lluís es va quedar amb Nèustria i Austràsia, Carloman ho va fer amb Borgonya i Aquitània. Després de la proclamació de Bosó de Provença com a rei de Borgonya l'octubre del 879 i les ofensives vikingues, a canvi de la neutralitat de Lluís III d'Alemanya, que es preparava per recuperar els territoris de la Lotaríngia que li havien pres al seu pare en el tractat de Meerseen, van signar el Tractat de Ribemont accedint a la petició de Lluís III d'Alemanya i redefinir novament les fronteres del que fou l'imperi Carolingi per així afrontar la lluita contra Bosó. Amb la mort del seu germà Carloman el mateix any va obtenir el regne de Baviera.
Lluís també hagué de fer front a les incursions vikingues, que penetraven a l'interior i saquejaven el regne. Lluís va vèncer l'host dels vikings a la batalla de Thimeon, però el seu fill bastard Hug va morir en la batalla. En novembre de 880 els víkings es van trobar a Courtrai per atacar Cambrai, Arras, Amiens i Corbiem, fins ser derrotats de nou per Lluís el 881 a la batalla de Saucourt-en-Vimeu.
Lluís va emmalaltir el 881 i va morir el 20 de gener de 882. El seu únic fill legítim, Lluís, havia mort als dos anys al caure accidentalment per una finestra de palau, de manera que a la seva mort tots els seus territoris passant al seu germà Carles, tornant-se a reunificar el regne d'Alemanya que s'havia dividit a la mort del seu pare.